# Marsz Radetzky’ego (powieść)
Marsz Radetzky’ego – powieść historyczna napisana przez Josepha Rotha. Po raz pierwszy została wydana w 1932 roku. Przez historię trzech generacji rodu Trotta, opowiada ona o schyłku i upadku Austro-Węgier.
Powieść znajduje się w antologii literatury niemieckiej Der Kanon.